# Goliathus orientalis
Espèce
Synonymes
- Goliathus giganteus orientalis Moser, 1909[1]

Goliathus orientalis est une espèce de coléoptères de la famille des Scarabaeidae et de la tribu des Goliathini. Cette espèce est présente en République démocratique du Congo, en Tanzanie, en Zambie et en Angola.

## Systématique
Cette espèce a été initialement décrite en 1909 par Josef Moser (d), entomologiste autrichien, comme étant une sous-espèce de Goliathus giganteus, sous le taxon Goliathus giganteus orientalis. Selon lui il ne pouvait s'agir d'une espèce à part entière dans la mesure où un examen détaillé avait montré une correspondance exacte de la pince par rapport à Goliathus giganteus.

## Description
L'holotype de Goliathus orientalis mesure 70 mm, ce qui, pour l'auteur, en faisait un exemplaire de petite taille au regard de Goliathus giganteus.

## Liste des sous-espèces
Selon BioLib (16 août 2020) :
- sous-espèce Goliathus orientalis orientalis Moser, 1909
- sous-espèce Goliathus orientalis usambarensis Preiss, 1933

## Publication originale
- (en) J. Moser, « Eine neue Lokalform von Goliathus giganteus Lam. (Col. Ceton.) », Deutsche Entomologische Zeitschrift, Pensoft Publishers (d), Wiley-VCH et Akademie Verlag (d), vol. 1909, no 2,‎ 1er mars 1909, p. 238 (ISSN 1435-1951 et 1860-1324, OCLC 1909060532, DOI 10.1002/MMND.48019090208, lire en ligne).